# Ісафіордюр
Ісафіордюр (ісл. Ísafjörður — льодяний фіорд) — місто в північно-західній Ісландії в регіоні Вестфірдір, центр общини Ісаф'ярдарбайр.
Місто розташоване на березі Скютюль-фіорду, одного з рукавів найбільшого у Вестфірдірі фіорду — Ісаф'ярдардюпа. Місто є торговим і господарським центром регіону Вестфірдір. Площа міста постійно збільшується завдяки осушенню та засипкою піском акваторії фіорду. Населення міста Ісафьйордюрі становить 2 867 осіб (на 1 грудня 2008 року).

## Історія
Перші поселенці з'явилися на місці нинішнього міста ще в 920 році. Пізніше тут селяться норвезькі і ісландські торговці, а в XVI столітті кілька англійських і німецьких компаній створюють в Ісафьйордюрі свої факторії. Згодом, коли в роки данського правління в Ісландії діяла заборона на ведення зовнішньої торгівлі, на південній околиці міста був зведений ряд будівель, які є сьогодні найстарішими зі збережених у Ісландії.
Починаючи з XVIII століття добробут жителів міста поступово зростає завдяки створеним тут виробництвам з переробки, соління і сушінню риби. Торговельні права Ісафьйордюр отримав в 1787 році, міський статус — в 1866 році.

## Клімат
Регіон Вестфірдір є одним з найхолодніших в Ісландії. В Ісафіордур переважає клімат тундри (за класифікацією кліматів Кеппена: ET), тісно межуючи з субарктичним кліматом сухого літа (за класифікацією Коппена: Dcs) або холодно-літнім середземноморським
кліматом (за класифікацією Коппена: Csc).
| Клімат Ісафіордура        | Клімат Ісафіордура | Клімат Ісафіордура | Клімат Ісафіордура | Клімат Ісафіордура | Клімат Ісафіордура | Клімат Ісафіордура | Клімат Ісафіордура | Клімат Ісафіордура | Клімат Ісафіордура | Клімат Ісафіордура | Клімат Ісафіордура | Клімат Ісафіордура | Клімат Ісафіордура |
| Показник                  | Січ.               | Лют.               | Бер.               | Квіт.              | Трав.              | Черв.              | Лип.               | Серп.              | Вер.               | Жовт.              | Лист.              | Груд.              | Рік                |
| Середній максимум, °C     | 1,3                | 1,7                | 2,1                | 4,7                | 7,9                | 10,6               | 12,3               | 11,9               | 9,0                | 5,8                | 2,5                | 1,4                | 5,9                |
| Середній мінімум, °C      | −4                 | −3,7               | −3,4               | −1,1               | 2,2                | 5,4                | 7,1                | 6,9                | 4,5                | 1,5                | −1,9               | −3,7               | 0,8                |
| Норма опадів, мм          | 105                | 99                 | 89                 | 67                 | 58                 | 59                 | 55                 | 75                 | 84                 | 122                | 86                 | 98                 | 997                |
| ------------------------- | ------------------ | ------------------ | ------------------ | ------------------ | ------------------ | ------------------ | ------------------ | ------------------ | ------------------ | ------------------ | ------------------ | ------------------ | ------------------ |
| Джерело: Climate-Data.org |                    |                    |                    |                    |                    |                    |                    |                    |                    |                    |                    |                    |                    |

## Інфраструктура

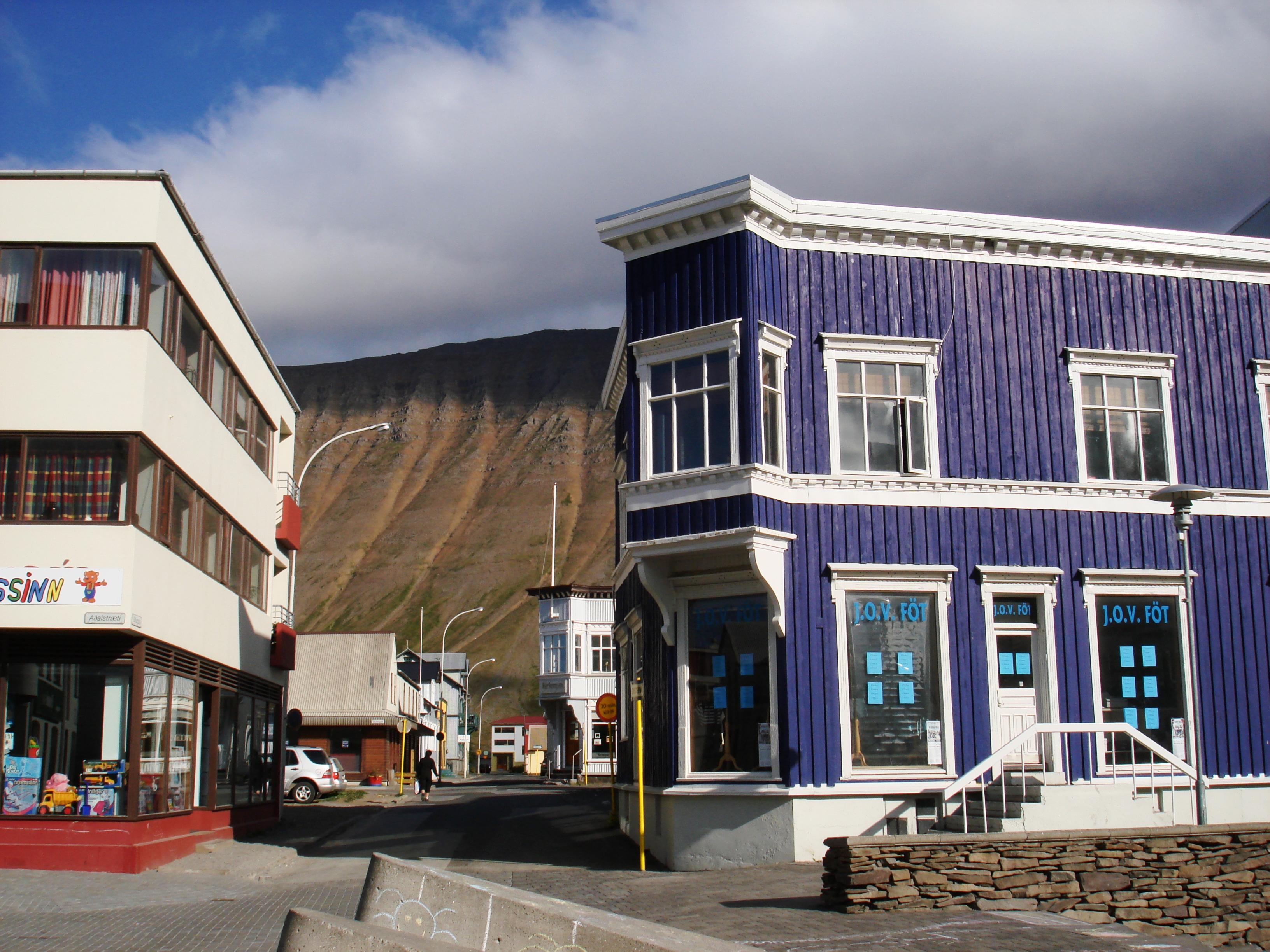
Центр міста.

Незважаючи на свої невеликі розміри, чисельність населення, і історичну ізоляцію від решти частини країни, в Ісафьйордюрі є музична школа, церква, а також кілька лікарень. Будівля найстарішої лікарні міста на даний момент вміщає в себе культурний центр з бібліотекою і виставковим залом. Нещодавно маленьке місто стало відомим в Ісландії, як центр альтернативної музики, і щорічний фестиваль «Aldrei fór ég suður» був створений для виступу артистів з усієї Ісландії і навіть з інших країн.
Так само в березні 2005 року в Ісафьйордюрі був створений університетський центр «Háskólasetur Vestfjarða», який діє, як центр дистанційного навчання для 7000 жителів західних фіордів.

## Культура
У 2002 році Ерн Еліац Гвюдмундссон (більш відомий, як Mugison) і його батько, Гвюдмундюр Крістьяунсон (більше відомий, як Papamug), організували перший рок-фестиваль «Aldrei fór ég suður», який став щорічним і проводиться в Ісафіордюр в середині квітня. Назва фестивалю перекладається з ісландської мови, як «Я ніколи не бував на півдні», що відноситься до юних ісландців, що не покинули свої рідні краї і не переїхали на південь, у Рейк'явік, а створили музичні громади у себе в Ісафіордюрі.
Починаючи з 2003 року, у місті також щороку в червні проводиться музичний фестиваль «VID Djúpið», у якому брали участь відомі музиканти і співаки з усього світу.

## Спорт
У 2010 і 2011 роках Ісафіордюр приймав чемпіонат Європи з болотного футболу. Окрім футболу та болотного футболу в Ісафіордюрі популярними видами спорту є каякінг, веслування на каное. За чотири кілометри на південний схід від міста є поля для гольфу розміром в 15 гектарів.

## Відомі уроженці
- Олафур Рагнар Грімссон, п'ятий президент Ісландії (з 1 серпня 1996 — 1 серпня 2016).